# Анджей Крентовський
Анджей Казі́мєж Крентовський (пол. Andrzej Kazimierz Krętowski) (21 серпня 1950) — польський дипломат. В. о. консула Республіки Польща у Львові (1991).

## Життєпис
Народився 21 серпня 1950 року у Варшаві. У 1973 році закінчив юридичний факультет Варшавського університету. Під час навчання здобув кваліфікацію спортивного судді з легкої атлетики у Варшавському союзі легкої атлетики. Закінчив також післядипломні студії за спеціальністю «Міжнародні економічні відносини» при Головній школі планування і статистки (1986), післядипломні студії за спеціальністю «Закордонна служба» при Польському інституті міжнародних справ (1983), а також літній курс «Міжнародного приватного права» в Академії міжнародного права в Гаазі (1987).
З 1973 року на дипломатичній службі в Консульському департаменті Міністерства закордонних справ Польщі.
У 1989—1993 рр. — консул Консульського агентства Республіка Польща у Львові.
У 1999 році — працював у консульській установі у Братиславі.
У 2000 році — працював у консульській установі у Сараєво.
У 2001 році — працював у консульській установі у Львові — у зв'язку з паломництвом Папи Івана-Павла ІІ в Україну.
У 2002—2007 рр. — Генеральний консул Республіки Польща у Гродно.
З 2007 року працював у Східному відділі Консульського департаменту МЗС Польщі. Зараз на пенсії.